# 国際チベット支援ネットワーク
国際チベット支援ネットワーク（こくさいチベットしえんネットワーク、英: International Tibet Support Network [ITSN]）は南北アメリカ、ヨーロッパ、アジア、オーストラリア、そしてアフリカにおける120以上のチベット関連の非政府組織が加盟する統括組織である。

## 概要
2000年に設立された組織で、本部はロンドンにある。
自由チベット、オーストラリア・チベット会議（Australia Tibet Council [ATC] ）などが主要なメンバーである。